# 塔拉萨市镇
塔拉萨市镇（俄语：Муниципальное образование «Тараса»）是俄罗斯联邦伊尔库茨克州博汉区所属的一个市镇。其下辖有个居民点，行政中心为塔拉萨。据2016年统计，该市镇的人口为1668人。